# Antonia di Nassau-Weilburg
Antonia di Nassau-Weilburg (nome completo in tedesco Antoinette Roberte Sophie Wilhelmine; Lenggries, 7 ottobre 1899 – Lenzerheide, 31 luglio 1954) è stata una principessa lussemburghese, per nozze principessa di Baviera come membro del casato di Wittelsbach.

## Famiglia

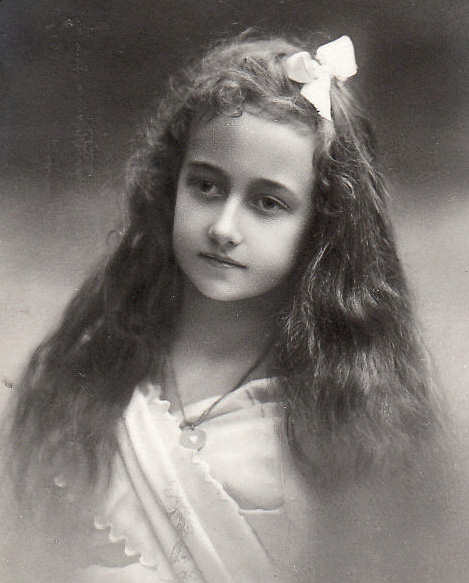
La principessa Antonia all'età di 10 anni.

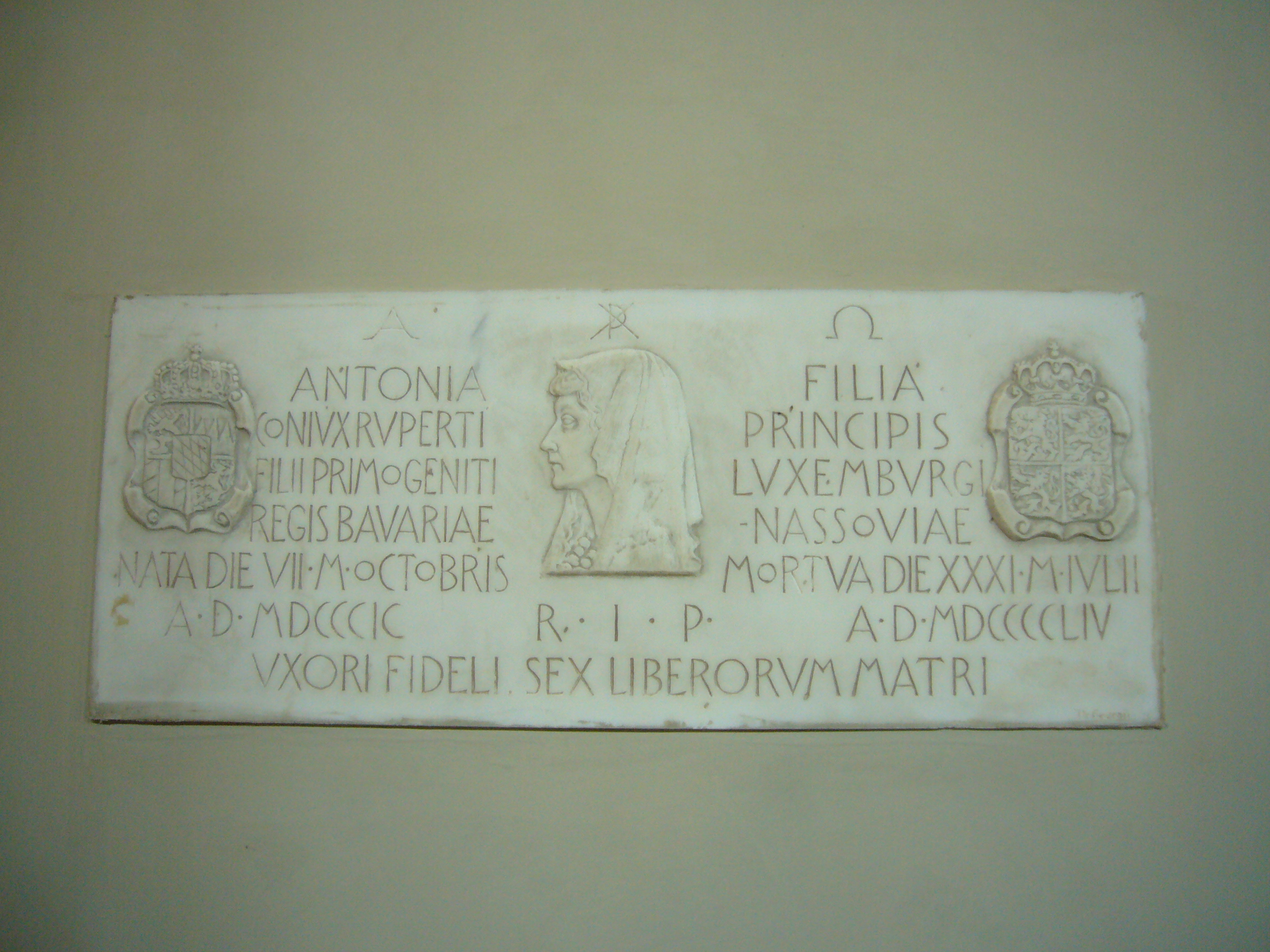
La tomba di Antonia di Lussemburgo in S. Maria in Domnica

Antonia nacque nel castello di Hohenburg, nell'Alta Baviera, Antonia era la quarta figlia di Guglielmo IV, granduca di Lussemburgo, che regnò tra il 1905 ed il 1912, e della principessa Maria Anna di Braganza. I suoi nonni materni erano re Michele del Portogallo e Adelaide di Löwenstein-Wertheim-Rosenberg.
Era la sorella minore di due granduchesse regnanti, Maria Adelaide e Carlotta; in famiglia essa era chiamata Toni.

## Matrimonio e figli
Antonia fu la seconda moglie di Rupprecht, ultimo principe della corona di Baviera; i due si fidanzarono il 24 agosto 1918. All'epoca, Rupprecht di Baviera era generale feldmaresciallo dell'esercito imperiale tedesco ed aveva condotto con successo la 6. Armee nella battaglia della Lorena. Questa unione portò però ad un elevato criticismo nei confronti dei forti legami che si sarebbero venuti a creare tra la famiglia granducale del Lussemburgo e la nobiltà dell'impero tedesco in un periodo in cui il Lussemburgo era occupato dalla Germania; questo clima di tensione si sommò alle pressioni che già erano state esercitate sulla granduchessa Maria Adelaide, che il 10 gennaio 1919 era stata costretta ad abdicare. Ciononostante, e nonostante il rovesciamento della monarchia in Baviera a favore della repubblica, i due si sposarono il 7 aprile 1921 presso il castello di Hohenburg.
In quanto oppositori del regime nazista, Antonia e Rupprecht furono mandati in esilio in Italia nel 1939; da qui si trasferirono poi in Ungheria. Quando la Germania occupò l'Ungheria nell'ottobre 1944, Antonia ed i suoi figli vennero catturati, mentre Rupprecht, che si trovava in Italia, riuscì a scampare l'arresto. Antonia fu quindi imprigionata a Sachsenhausen e ai primi di aprile 1945 venne trasferita nel campo di concentramento di Dachau. Benché liberata quello stesso mese, l'imprigionamento compromise seriamente la salute della Principessa e ne morì nove anni più tardi a Lenzerheide, in Svizzera.
La salma di Antonia è sepolta nella basilica romana di Santa Maria in Domnica, ma il suo cuore è conservato in una teca argentata presso la Gnadenkapelle di Altötting.

## Discendenza
Antonia e Rupprecht ebbero sei figli:
- Principe Enrico Francesco Guglielmo (1922-1958); sposò Anne Marie de Lustrac (1927-1999), da cui non ebbe discendenza;
- Principessa Irmingarda Maria Giuseppina (1923-2010); sposò suo cugino, il principe Ludovico di Baviera (1913-2008), da cui ebbe discendenza;
- Principessa Editta Maria Gabriella Anna (1924-2013); sposò in prime nozze Tito Tommaso Maria Brunetti (1905-1954) e in seconde nozze il prof. Gustav Christian Schimert (1910-1990); ebbe figli da entrambi;
- Principessa Ilda Ildegarda Maria Gabriella (1926-2002); sposò Juan Bradstock Edgar Lockett de Loayza (1912-1987) ed ebbe discendenza;
- Principessa Gabriella Adelgonda Maria Teresa Antonia (1927-2019), sposò Carl, duca di Croÿ, signore di Dülmen, ed ebbe discendenza;
- Principessa Sofia Maria Teresa (n. 1935); sposò Giovanni Engelberto, principe e duca di Arenberg, da cui ebbe discendenza.

## Titoli e trattamento
- 7 ottobre 1899 - 7 aprile 1921: Sua Altezza Granducale, la principessa Antonia di Lussemburgo, principessa di Nassau
- 7 aprile 1921 - 31 luglio 1954: Sua Altezza Reale, la principessa Antonia di Baviera, principessa di Lussemburgo, principessa di Nassau

## Ascendenza
|                                             |                            |                                                                  | Genitori                                           |  |  | Nonni |  |  | Bisnonni                  |  |  | Trisnonni                                       |  |
|                                             |                            |                                                                  |                                                    |  |  |       |  |  | Guglielmo, Duca di Nassau |  |  | Federico Guglielmo, Principe di Nassau-Weilburg |  |
|                                             |                            |                                                                  |                                                    |  |  |       |  |  | Guglielmo, Duca di Nassau |  |  | Federico Guglielmo, Principe di Nassau-Weilburg |  |
|                                             |                            | Burgravia Luisa Isabella di Kirchberg                            |                                                    |  |  |       |  |  | Guglielmo, Duca di Nassau |  |  |                                                 |  |
| Adolfo, Granduca di Lussemburgo             |                            |                                                                  |                                                    |  |  |       |  |  | Guglielmo, Duca di Nassau |  |  |                                                 |  |
|                                             |                            | Principessa Luisa di Sassonia-Hildburghausen                     | Federico, Duca di Sassonia-Altenburg               |  |  |       |  |  |                           |  |  |                                                 |  |
|                                             |                            | Principessa Luisa di Sassonia-Hildburghausen                     | Federico, Duca di Sassonia-Altenburg               |  |  |       |  |  |                           |  |  |                                                 |  |
|                                             |                            | Principessa Luisa di Sassonia-Hildburghausen                     | Duchessa Carlotta Georgina di Meclemburgo-Strelitz |  |  |       |  |  |                           |  |  |                                                 |  |
| Guglielmo IV, Granduca di Lussemburgo       |                            | Principessa Luisa di Sassonia-Hildburghausen                     |                                                    |  |  |       |  |  |                           |  |  |                                                 |  |
|                                             |                            | Principe Federico Augusto di Anhalt-Dessau                       | Federico, Principe Ereditario di Anhalt-Dessau     |  |  |       |  |  |                           |  |  |                                                 |  |
|                                             |                            | Principe Federico Augusto di Anhalt-Dessau                       | Federico, Principe Ereditario di Anhalt-Dessau     |  |  |       |  |  |                           |  |  |                                                 |  |
|                                             |                            | Principe Federico Augusto di Anhalt-Dessau                       | Langravia Amalia d'Assia-Homburg                   |  |  |       |  |  |                           |  |  |                                                 |  |
| Principessa Adelaide Maria di Anhalt-Dessau |                            | Principe Federico Augusto di Anhalt-Dessau                       |                                                    |  |  |       |  |  |                           |  |  |                                                 |  |
|                                             |                            | Langravia Maria Luisa Carlotta d'Assia-Kassel                    | Langravio Guglielmo d'Assia-Kassel                 |  |  |       |  |  |                           |  |  |                                                 |  |
|                                             |                            | Langravia Maria Luisa Carlotta d'Assia-Kassel                    | Langravio Guglielmo d'Assia-Kassel                 |  |  |       |  |  |                           |  |  |                                                 |  |
|                                             |                            | Langravia Maria Luisa Carlotta d'Assia-Kassel                    | Principessa Luisa Carlotta di Danimarca            |  |  |       |  |  |                           |  |  |                                                 |  |
| Principessa Antonia di Lussemburgo          |                            | Langravia Maria Luisa Carlotta d'Assia-Kassel                    |                                                    |  |  |       |  |  |                           |  |  |                                                 |  |
|                                             | Giovanni VI del Portogallo | Pietro III del Portogallo                                        |                                                    |  |  |       |  |  |                           |  |  |                                                 |  |
|                                             | Giovanni VI del Portogallo | Pietro III del Portogallo                                        |                                                    |  |  |       |  |  |                           |  |  |                                                 |  |
|                                             | Giovanni VI del Portogallo | Maria I del Portogallo                                           |                                                    |  |  |       |  |  |                           |  |  |                                                 |  |
| Michele I del Portogallo                    | Giovanni VI del Portogallo |                                                                  |                                                    |  |  |       |  |  |                           |  |  |                                                 |  |
|                                             |                            | Carlotta Gioacchina di Spagna                                    | Carlo IV di Spagna                                 |  |  |       |  |  |                           |  |  |                                                 |  |
|                                             |                            | Carlotta Gioacchina di Spagna                                    | Carlo IV di Spagna                                 |  |  |       |  |  |                           |  |  |                                                 |  |
|                                             |                            | Carlotta Gioacchina di Spagna                                    | Maria Luisa di Parma                               |  |  |       |  |  |                           |  |  |                                                 |  |
| Infanta Maria Anna di Portogallo            |                            | Carlotta Gioacchina di Spagna                                    |                                                    |  |  |       |  |  |                           |  |  |                                                 |  |
|                                             |                            | Costantino, Principe Ereditario di Löwenstein-Wertheim-Rosenberg | Carlo Tommaso di Löwenstein-Wertheim-Rosenberg     |  |  |       |  |  |                           |  |  |                                                 |  |
|                                             |                            | Costantino, Principe Ereditario di Löwenstein-Wertheim-Rosenberg | Carlo Tommaso di Löwenstein-Wertheim-Rosenberg     |  |  |       |  |  |                           |  |  |                                                 |  |
|                                             |                            | Costantino, Principe Ereditario di Löwenstein-Wertheim-Rosenberg | Sofia di Windisch-Grätz                            |  |  |       |  |  |                           |  |  |                                                 |  |
| Adelaide di Löwenstein-Wertheim-Rosenberg   |                            | Costantino, Principe Ereditario di Löwenstein-Wertheim-Rosenberg |                                                    |  |  |       |  |  |                           |  |  |                                                 |  |
|                                             |                            | Agnese di Hohenlohe-Langenburg                                   | Carlo Ludovico I di Hohenlohe-Langenburg           |  |  |       |  |  |                           |  |  |                                                 |  |
|                                             |                            | Agnese di Hohenlohe-Langenburg                                   | Carlo Ludovico I di Hohenlohe-Langenburg           |  |  |       |  |  |                           |  |  |                                                 |  |
|                                             |                            | Agnese di Hohenlohe-Langenburg                                   | Amalia Enrichetta di Solms-Baruth                  |  |  |       |  |  |                           |  |  |                                                 |  |
|                                             |                            | Agnese di Hohenlohe-Langenburg                                   |                                                    |  |  |       |  |  |                           |  |  |                                                 |  |